# Hugo Cicamois
Hugo Cicamois Díaz es un exfutbolista profesional y entrenador chileno que se desempeñaba como defensa. Fue formado en Universidad Católica, donde festejó el título de 1966.

## Trayectoria
En Universidad Católica, Cicamois compartió con jugadores como Alberto Fouillioux, Néstor Isella, Eleodoro Barrientos, Fernando Ibáñez, René Hormazábal, Alberto Jeria, Osvaldo Pesce, Esteban Varas, Mario Aguilar, Freddy León, Juan Barrales, Armando Tobar y Julio Gallardo.
En la temporada 1966, en la cual se consagró campeón junto a su equipo, estuvo presente en 4 encuentros. En la temporada siguiente, también jugó en 4 ocasiones. En el equipo de reservas, el defensor fue parte del tetracampeonato obtenido en la categoría, destacando su participación en 1967.
En Copa Libertadores 1967 estuvo presente en la derrota ante Colo-Colo por 4:2. Posteriormente, el defensa se desempeñó en otros clubes. Entre ellos se cuentan Ferroviarios,  Deportes Concepción y Unión San Felipe.
Tras retirarse como jugador profesional, Cicamois desarrolló una carrera como entrenador, especializándose en al área formativa.

## Palmarés

### Torneos nacionales de reservas
| Título             | Equipo               | País  | Año  |
| ------------------ | -------------------- | ----- | ---- |
| Torneo de Reservas | Universidad Católica | Chile | 1967 |

### Torneos nacionales
| Título           | Club                 | País  | Año  |
| ---------------- | -------------------- | ----- | ---- |
| Primera División | Universidad Católica | Chile | 1966 |